# 전국 농민 연대 (미국)
전국 농민 연대(National Farmers Union)는 미국의 소규모 가족농(family farm)의 입장을 대변하는 농업단체로서 의회내에서는 민주당의 입장과 비슷하다. 식품권제도, 아동영양정책 확대, 식량원조 확대, 정부규제 농업정책을 선호하며, 오클라호마, 노스다코다, 미네소타 등의 Great Plains and Upper Midwest지역이 거점지역이다.